# 仁平王后
仁平王后（인평왕후，?—?）金氏，是高丽王朝顯宗王詢的女兒，也是高麗文宗王徽的王后，母元成王后金氏。
《高麗史》對仁平王后著墨不多，只知文宗王徽納金氏為后，死後謚號仁平王后。

## 家族
- 父：高麗顯宗王詢
- 母：元成王后金氏
- 夫：高麗文宗王徽